# Roberta Giuliano
Roberta Giuliano (Carini, 30 marzo 1989) è un'ex calciatrice e giocatrice di calcio a 5 italiana, pivot del Lokrians.
In carriera ha giocato nel calcio femminile a 11 fino all'estate 2015 nel ruolo di centrocampista.

## Carriera

### Gli esordi a Marsala
Inizialmente giocatrice di calcio a 5, passa al calcio ad 11 nel 2009, iniziando nelle file del Marsala, ed esordendo in Serie B l'11 ottobre 2009 contro il Pink Sport Time. Trova la sua prima rete il 15 novembre 2009 contro il Real Cosenza.
L'anno successivo esordisce in Serie A2, sempre con la maglia del Marsala, il 25 settembre 2010 contro il Napoli. Trova il primo gol in Serie A2 il 21 novembre 2010, contro lo Schio.
A dicembre 2010 viene ceduta proprio al Napoli durante il mercato invernale. Con la maglia del Marsala colleziona complessivamente in un anno e mezzo 28 presenze tra campionato e Coppa Italia, segnando anche 7 reti.

### Il passaggio al Napoli
Esordisce con il Napoli, sempre in Serie A2, il 23 gennaio 2011 contro il Pordenone, segnando anche la sua prima rete in maglia azzurra.
L'anno successivo vince la Serie A2 con la maglia azzurra, giocando tutte le gare sia di campionato, conquistando così anche la promozione in Serie A, sia di Coppa Italia, competizione nella quale arriva con la squadra azzurra in finalissima, segnando anche un gol (il temporaneo 1-1), che non basta però a vincere il trofeo, che dopo i tempi supplementari viene vinto dal Brescia.
La stagione successiva esordisce in Serie A il 22 settembre 2012 contro il Perugia, mentre segna la sua prima rete in massima serie il 13 ottobre 2012 proprio contro il Pordenone.
Nell'estate 2013 trova un accordo con l'Acese trasferendosi in Sicilia per giocare in Serie B la stagione entrante. Con la società di Acireale rimane due campionati, nel secondo contribuendo alla conquista del primo posto a 74 punti, imbattuta, con 24 vittorie e due pareggi su 26 incontri disputati, e della conseguente promozione in Serie A. Tuttavia il 18 settembre 2015, prima dell'inizio della stagione 2015-2016, la società comunica la sua rinuncia all'iscrizione al campionato svincolando Giuliano e le sue compagne.

### Calcio a 5

#### Club
A causa della vicenda legata all'Acese, Giuliano decide di cambiare disciplina, accordandosi con il Futsal Portos Colonnella, società con sede a San Benedetto del Tronto, per giocare in Serie A Élite, livello di vertice del campionato italiano di calcio a 5 femminile, la stagione entrante. Con la società rimane una sola stagione svincolandosi a fine campionato.
Nell'estate 2016 si trasferisce allo Sporting Locri per affrontare la stagione la Serie A Élite 2016-2017.

#### Nazionale
Nel maggio 2016 il ct della nazionale di calcio a 5 femminile dell'Italia, Roberto Menichelli, la inserisce nella rosa delle 21 convocate da impiegare nella doppia amichevole con le avversarie della Slovacchia. In quell'occasione scende in campo nella seconda partita giocata il 15 giugno al PalaGuglieri di Mortara e vinta dalle Azzurre per 4-0.

## Palmarès
- Campionato italiano di Serie A2: 1

Napoli: 2011-2012
- Campionato italiano di Serie B: 1

Acese: 2014-2015

## Statistiche

### Presenze e reti nei club
Aggiornato al 14 maggio 2013.
| Stagione        | Squadra         | Campionato      | Campionato | Campionato | Coppe nazionali | Coppe nazionali | Coppe nazionali | Totale | Totale |
| Stagione        | Squadra         | Comp            | Pres       | Reti       | Comp            | Pres            | Reti            | Pres   | Reti   |
| --------------- | --------------- | --------------- | ---------- | ---------- | --------------- | --------------- | --------------- | ------ | ------ |
| 2009-2010       | Marsala         | Serie B         | 16         | 6          | CI              | 1               | 0               | 17     | 6      |
| set.-dic. 2010  | Marsala         | Serie A2        | 8          | 1          | CI              | 3               | 0               | 11     | 1      |
| Totale Marsala  | Totale Marsala  | Totale Marsala  | 24         | 7          |                 | 4               | 0               | 28     | 7      |
| dic. 2010-2011  | Napoli          | Serie A2        | 13         | 2          | CI              | 2               | 0               | 15     | 2      |
| 2011-2012       | Napoli          | Serie A2        | 19         | 5          | CI              | 5               | 1               | 23     | 6      |
| 2012-2013       | Napoli          | Serie A         | 28         | 5          | CI              | 4               | 1               | 32     | 6      |
| Totale Napoli   | Totale Napoli   | Totale Napoli   | 60         | 12         |                 | 11              | 2               | 70     | 14     |
| Totale carriera | Totale carriera | Totale carriera | 84         | 19         |                 | 15              | 2               | 99     | 21     |